# Jane Campbell

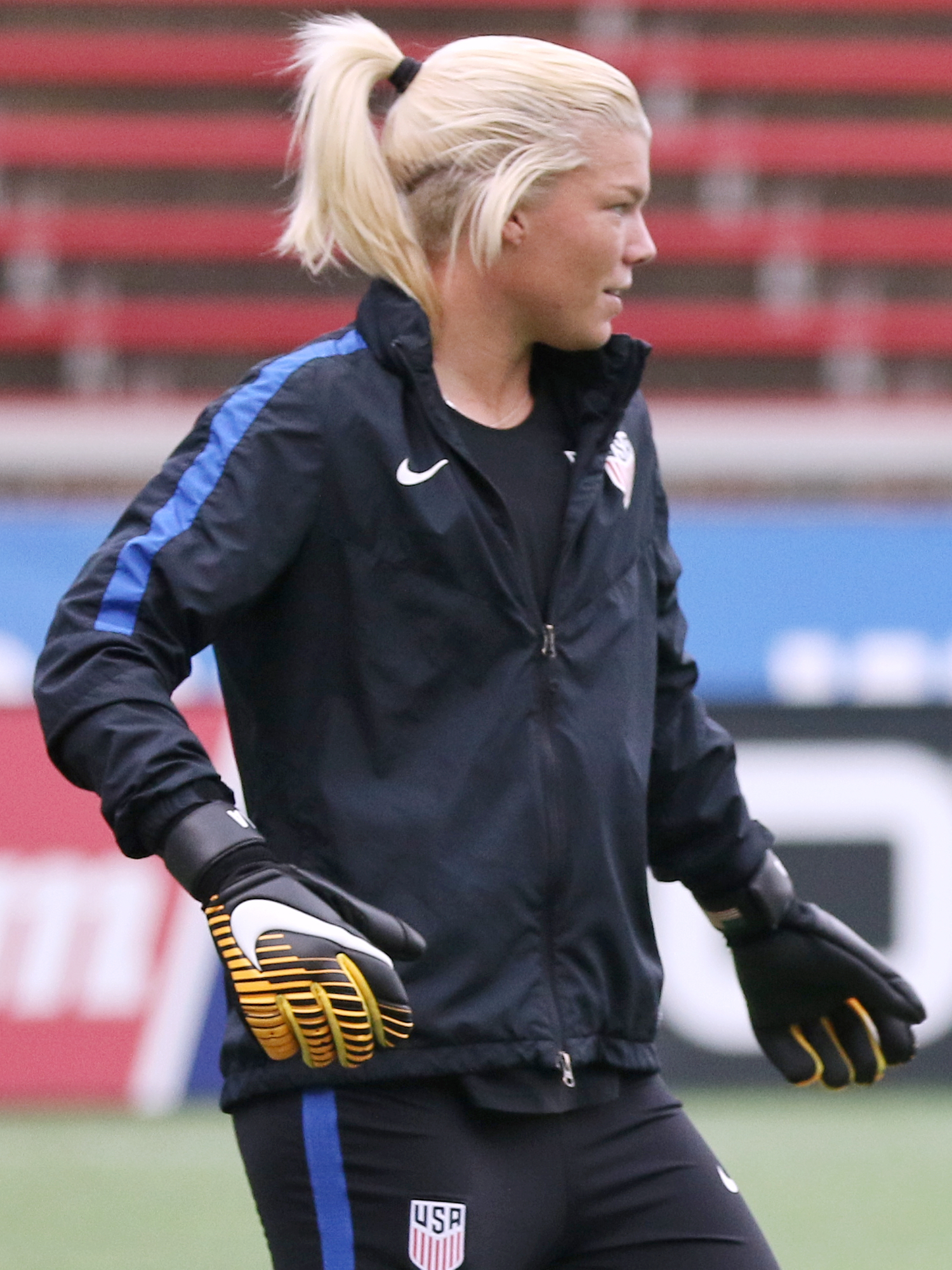
Jane Campbell

Jane Campbell, född 17 februari 1995, är en amerikansk fotbollsspelare.
Hon blev olympisk bronsmedaljör i fotboll vid sommarspelen 2020 i Tokyo.